# Onno Klopp
Onno Klopp (Leer, Kelet-Frízföld, 1822. október 9. – Bécs, 1903. augusztus 9.) német történetíró.

## Életrajza
Tanulmányai végeztével Osnabrückben kapott tanári állást, majd V. György hannoveri király udvarába került, aki a hannoveri levéltár élére állította. Számos munkát írt, de valamennyit elfogult felekezeti avagy partikularisztikus nemzetiségi szempontból. A német történet keretébe vágó műveiben élesen megtámadja Poroszországot. Így mindjárt első művében: Geschichte Ostfrieslands (Hannover, 1854-58, 3 kötet); Friedrich II. und die deutsche Nation (Schaffhausen, 1860, 2. kiad. 1867); Tilly im 30-jährigen Krieg (Stuttgart, 1861, 2 kötet), a II. kiad. Geschichte des 30-järigen Krieges bis zum tode Gustav Adolfs cím alatt jelent meg (2. kötet 1890-1892). Amikor a poroszok 1866-ban V. György királyt országából elűzték, Klopp Hietzingbe kísérte urát és ott trónigényeinek védelmére több könyvet írt: Der Erbfeind Deutschlands; Der Berliner Hochverratsprozess wider den Staatsminister Graf Platen; Die Hannoveraner von Eisenach; Das preussiche Verfahren in der Vermögenssache des Königs von Hannover (1867-68). 
Hietzingben 1874-ben át is tért a katolikus hitre. V. György halála után megírta annak életrajzát (1878), később pedig Károly Lajos főherceg udvarához került mint a főherceg gyermekeinek tanára. Irodalmi munkásságát új állásában is folytatta, és mert Leibniz összes műveinek kiadását a hannoveri levéltárból való kitiltatása folytán be nem fejezhette (csak 11 kötet jelent meg), új nagy munka megírásához fogott: Der Fall des Hauses Stuart und die Succession des Hauses Hannover in Gross-Britannien und Irland, im Zusammenhang der europäischen Angelegenheiten (összesen 14 kötet, Bécs, 1875-87), mely munka nagyobbrészt levéltári alapon készült, de felekezeti szempontja miatt mégsem aratott nagy sikert. Magyarország történetével kapcsolatos: Das Jahr 1683 und der folgende grosse Türkenkrieg (Graz, 1882) és a Corrispondenza epistolare tra Leopoldo I. Imperatore ed il Padre Marco d'Aviano (uo. 1888).

## Magyarul
- Szemző László: XI. Ince pápa és a török hatalom megtörése Magyarországon...; Onno Klopp et al. történelmi művei nyomán; Pátria Ny., Bp., 1913